# Nid & Sancy
Nid & Sancy is een Belgisch duo dat electromuziek maakt. De band bestaat uit het koppel Bart Demey en Tania Gallagher. De naam van het duo is een verwijzing naar het bekende punkkoppel Sid Vicious en Nancy Spungen.
Het duo is afkomstig uit Gent. Voor er sprake was van Sid & Nancy speelde Demey gitaar in een bandje met Stephen Dewaele, Geoffrey Burton en Steve Slingeneyer. Met de band speelden ze tijdens de Gentse Feesten in het voorprogramma van het Jim Rose Circus.
Het duo woonde omstreeks 2000 een jaar in Londen. Toen ze terug naar Gent verhuisden stuurden ze anoniem een enveloppe met een CD naar radiomaker Luc Janssen, die hun muziek onmiddellijk begon te draaien in zijn Studio Brussel programma Crapuul de Lux. Ze noemden zichzelf in die tijd nog Galacticamendum, pas nadien wijzigde de naam naar Nid & Sancy.  
Het duo trad onder meer op op Pukkelpop, Dour Festival en Lokerse Feesten.

## Discografie
- 2005 Talk To The Machine (Surprise records)
- 2007 Color At The Darkest Disco (Surprise records)
- 2009 Yeah Yeah Yes (Digital Piss Factory)
- 2014 The Cut Up Jeans (Digital Piss Factory)

Als Galacticamendum:
- 2003 Medic Royal (Digital Piss Factory)

Als Bart Demeyer & Tania Gallagher:
- 2023 Arcadia (Sonhouse)